# 1981 DE
1981 DE är en asteroid i huvudbältet som upptäcktes den 26 februari 1981 av den belgiske astronomen Henri Debehogne och den italienske astronomen Giovanni de Sanctis vid La Silla-observatoriet.
Asteroiden har en diameter på ungefär 5 kilometer och den tillhör asteroidgruppen Vesta.